# Emilio Scotto
Emilio Walter Eduardo Alfredo Scotto, (Buenos Aires, Argentina, 27 de septiembre de 1954) es un aventurero y motorista argentino.

## Biografía
Sus padres, Augusto Scotto, único hijo de una actriz de cine argentina (Ada Méndez), y Carmen Tortorella, sexta hija de inmigrantes italianos y españoles, se casaron a los 19 y 17 años respectivamente, aunque se separaron cuando Emilio tenía cuatro años y su hermanita Alex dos. Su madre tuvo que dejarlos en un colegio de internados hasta que pudo llevarlos a vivir con ella. Mamá Carmen trabajaba como secretaria Taquidactilografa para Selecciones del Reader’s Digest, y por la noche era modelo para L’Oréal Paris. 
A los 15 años Emilio tuvo que abandonar la escuela secundaria en el tercer año para trabajar de cadete de limpieza en una mercería. Emilio Scotto fue limpia vidrieras, repartidor de pan y chacinados, vendedor en una tienda de camisas y corbatas, y encargado en una zapatería de calzados de mujer. A los 20 años fue convocado al servicio militar obligatorio. Reincorporado a la vida civil regresó a vender zapatos de mujer en un negocio de la Capital Federal; tenía 22 años. 
A los 23 años, a punto de casarse con una novia de su edad, un fusible de su cabeza dejó de funcionar y pasó cinco meses encerrado en sí mismo, urdiendo su suicidio. El día que había designado para su cometido, su madre, de carácter muy fuerte, lo intuyó, se sentó frente a él y le dijo: «Si lo vas a hacer que sea mirándome a los ojos». 
A los 24 años (1978) logró entrar en los laboratorios Pfizer como visitador médico. Jugó al futbol como portero en la primera división de Deportivo Barracas. También representó a Pfizer jugando al tenis. Jugó Rugbi, basquetbol y hándbol. En 1980, tomó un curso de buceo de tres años en ASES (Agrupación Sudatlántica de Expediciones Submarinas). Con los años se recibió de Monitor Instructor Internacional, 3 estrellas, de la CEMAS (Confederation Mondiale des Activites Subaquatiques; World Underwater Federation). También, fue nombrado profesor nacional de buceo de la FASS (Federación Argentina de Actividades Subacuáticas). 
Ese año de 1980, compró una motocicleta, una Honda Gold Wing 1100 Interstate. 
En 1981, estacionando su motocicleta en un garaje, vio en un teléfono público a una muchacha con el auricular en la mano. Era Mónica Elisabet Pino (17 años), que estaba con su madre. Enfrentó a ambas mujeres y le ofreció matrimonio a la muchacha antes siquiera de saber su nombre. Hoy en día (2025) es su esposa; llevan casados desde 1990. 
En septiembre de 1984 renunció a Pfizer, y el 14 de enero de 1985, Scotto dejó su familia, le dijo adiós para siempre a su novia Mónica y partió, en su motocicleta, con 300 dólares a dar su vuelta al mundo soñada desde muy niño; a construir su Ruta Azul 1. 
Desde 1987 a 1996, escribe para revistas europeas en capítulos continuados, narrando su viaje a través de los siete continentes y 280 países. Scotto se convirtió en periodista, escritor de novelas, fotógrafo, y conferencista motivacional. En 2007 publica su libro de fotos THE LONGEST RIDE, My Ten-Year 500000 Mile Motorcycle Journey, pronto convertido en libro de culto. En 2021 publica su libro en español “De la tierra a la luna, ida y vuelta en motocicleta”, Libro I, Amazonas (el primero de una serie de seis libros). Nuevamente, el éxito literario toca a Emilio Scotto como escritor. 
La ciudad de Nueva York proclamó el 27 de mayo de 1994 como «Día de Emilio Scotto en la ciudad de Nueva York». El Papa Juan Pablo II lo bendijo en persona. Muamar Gadafi le dio dinero para gasolina. El escuadrón de la Legión Extranjera francesa Mirage F-1, 4/30 Vexin, vikingos del mar Rojo, con asiento en Djibouti, África, lo nombra piloto honorario y decimotercer D’Artagnan del escudrón. En 1990, en el prohibido Golfo Pérsico, en Kuwait, lo recibe el emir kuwaití Fahd Al-Ahmad Al-Yaber Al-Sabah (posteriormente asesinado por las tropas iraquíes de Sadam Huseín); y en Catar, el emir Khalifa bin Hamad Al Thani. Por esos años Scotto agrega el Islam a otras religiones en las que cree. Scotto dice que de cada una de ellas le gusta «un poquito», y que no le gusta el «otro poquito». Es por eso que su religión preferida, en su propia descripción, es el: «crismusjudbudprotmahohindi» (cristiano, musulmán, judío, budista, protestante, mahometano e hinduista). 
Las dos vueltas al mundo consecutivas de Emilio Scotto en su Honda Gold Wing figuran en el libro Guinness de los Récords desde 1997 hasta la fecha, 2022, como el mayor viaje de la historia en motocicleta. Este récord perdura año tras año sin ser superado, además, porque fue realizado en otra época sin tecnología. También, fue incluido en la lista de los 50 exploradores más importantes de la humanidad.  
Su residencia oficial desde 1990 es en Los Ángeles, California, EE. UU. No obstante, pasa tiempo también en Argentina, y en España (su país más amado). Es el fundador y CEO de una empresa de turismo en moto y 4×4: Emilio Scotto WORLD TOURS. 
La historia de Emilio Scotto estuvo a un paso de ser llevada al cine por Tom Cruise, y por otra parte por Antonio Banderas, algo que Hollywood todavía mantiene en carpeta, y que fue reflejado en la revista Variety.  
La motocicleta Honda Gold Wing 1100 de Emilio Scotto, conocida como la «Princesa Negra» recorrió al mando de Emilio 735.000 kilómetros, en sus dos vueltas al mundo, uno en sentido de las agujas del reloj y otra en sentido contrario, a través de los 6 continentes y 280 países, islas, atolones y territorios de ultramar. Usó 45.000 litros de gasolina, 750 litros de aceite, 89 neumáticos, 9 asientos y 11 baterías. Sufrió 3 accidentes y 3 enfermedades importantes, incluyendo malaria en el Congo. Entre 1985 y 1995, usó 14 pasaportes, tomó miles de fotografías, muchas publicadas en revistas de todo el mundo. Aprendió a hablar cinco idiomas. Estuvo cinco veces en prisión, acusado de espía, contrabandista de drogas, poseer pasaporte falsificado, y de haber entrado a un país (Liberia, África del oeste) a asesinar al presidente Samuel Canyon Doe. Su motocicleta, la «Princesa Negra» está en exhibición en el museo del automóvil y la motocicleta del Riverside Casino and Resort hotel en Laughlin, Nevada, EE. UU. 

### Primeros años y la Ruta Azul 1
Nació y se crio en el barrio porteño de Palermo y desde pequeño tuvo fascinación por la luna. Cuando tenía cuatro años, su madre, cansada de los maltratos por parte de su marido, los tomó a él y a su hermana de la mano, y abandonaron la casa. Su madre, ahora sola, con dos hijos, debía trabajar de día, como secretaria en Reader's Digest y de noche como modelo de cabello. Solía decirle a su madre que sería el primer hombre en viajar a la luna. Debido a su entusiasmo, cuando cumplió los nueve años, ella le obsequió "El atlas de nuestro tiempo", una publicación del Reader’s Digest donde, además de figurar el sistema solar, se describe, con detalles y a todo color, el Planeta Tierra. El pequeño Emilio cambió de idea y, un día, al llegar del colegio, le dijo a su madre que se iría a dar la vuelta al mundo. Desde ese momento comenzó a elaborar una lista donde detallaba cada una de las cosas que quería hacer y los destinos que quería visitar. Su idea, era construir una ruta que uniera todos los países del mundo, a la cual bautizaría: Ruta Azul 1.

### Partida
Scotto partió de la ciudad de Buenos Aires el 14 de enero de 1985. Desde el sur América, al momento de comenzar su travesía, se le presentaban dos opciones claras. Una lógica y más sencilla, y otra tan peligrosa como poco razonable. La primera opción era tomar la ruta Panamericana, que vincula a casi todos los países del continente. Y la segunda era cruzar en barco a Uruguay y allí bordear la costa este para llegar a Brasil, cruzarlo y por fin chocar con 800 kilómetros de selva que separaban a este país de Venezuela. Scotto eligió la opción más difícil.
Ese 14 de enero Emilio se levantó a las 6 de la mañana, se afeitó y bajó de su departamento en busca de su moto ya cargada de bártulos. Su madre, su hermana y su perra Sugar, lo esperaban en un auto para escoltarlo hasta el puerto donde subiría al buque que cruzaría el Río de la Plata hacia el Uruguay. 
En tono de humorada, y para graficar lo incompresible que resultaba su eminente travesía, Scotto suele contar que, el día que le entregó las llaves del departamento que alquilaba al encargado de su edificio, éste respondió que no se olvidara de que la semana entrante debía pagar las expensas. Luego de una despedida emotiva, y bajo la promesa de no abrirlo hasta que el barco haya zarpado, su madre le entregó un sobre. Era probable que, si Scotto lo hacía antes, declinara su viaje. Pero zarpó, y ya en el medio del río, lo abrió. Encontró una rosa roja, una medallita de la Virgen de Lourdes y una tarjeta que llevaba dibujado un hombrecito con un bonete y una espada, que decía: “Forza e coraggio, Diosito. Vanesa, mamá y Sugar, siempre en tu corazón”. Su novia Mónica no llegó a tiempo al puerto para despedirlo.

### América
Scotto atravesó Uruguay y el sur de Brasil sin problemas, pero a los cinco días de haber comenzado su viaje, ya en Río de Janeiro, un grupo de argentinos se le acercó para hacerle preguntas sobre su moto. Hasta el momento, cargaba con tanto equipaje, que su motocicleta, al superar los setenta kilómetros por hora, comenzaba a perder estabilidad. Llevaba hasta un paraguas, siendo esto algo inútil en dos ruedas. En el tomo uno de su serie de libros, “De la tierra a la luna”, Scotto relata que intuyó que algo malo podía pasar pero que dejó La Princesa Negra con todo el equipaje al cuidado de sus compatriotas por miedo a ofenderlos si mostraba sospecha. Cuando regresó, pocos minutos después, se encontró con que le habían robado todo menos la moto. 
“Visto un short blanco y una musculosa azul sin mangas, zapatillas blancas y medias de tenis. Y aparte del calzoncillo que tengo puesto, y la Victorinox en la guantera, que no abrieron, no me queda nada más en este mundo. ¡Y la moto, claro!”
De la Tierra la Luna, pag. 131
Con el tiempo, Scotto se daría cuenta de que ese robo fue lo mejor que le podía haber pasado, práctica y emocionalmente. En su viaje por el continente americano casi pierde la vida por los fuertes vientos mientras cruzaba el Puente Río-Niterói . Y manejó días bajo la lluvia, luchando contra la tormenta de El Niño en el norte de Brasil. Manejó durante una semana abriendo camino por la selva que dividía Brasil y Venezuela. Recorrió y Venezuela y Panamá. Y atravesó El Salvador, Nicaragua, Guatemala y Honduras en medio de los conflictos bélicos de la llamada Crisis Centroamericana . Llegó a México un mes después del terremoto del 85 . Recuerda que lo impresionó ver el DF destruido. Y siempre remarca que, pese a que en la mayoría de los países latinoamericanos encontró pueblos que sufrían, en todas partes lo recibieron con los brazos abiertos. 
Para junio de 1986, se encontraba en Estados Unidos. Allí festejó el campeonato mundial de la selección Argentina de Futbol, paseando por las calles de Nueva York en un camión de bomberos con otro grupo de argentinos. Tras recorrer 42 de los 50 estados, partió a Canadá. 
Luego de recorrer Canadá, fue invitado a un programa de televisión en Nueva York, donde el presentador pidió, a quien pudiera darle una mano para continuar su viaje, que se comunicara con la producción. Fue así que consiguió que una empresa carguera lo cruzara a Europa junto a la Princesa Negra, en un Boing 747.

### Europa
El Boing 747 cuyo único pasajero era Emilio Scotto, llegó a Alemania. Lo primero que Scotto notó en Europa es que el costo de vida era mucho más elevado que en Latinoamérica. Además, la gente y el trato hacia él, no eran tan afables como esperaba. Allí se enfrentaba a personas mucho más estructuradas y cerradas; y esto suponía un desafío.
De Alemania decidió pasar a Italia para visitar a Maradona y pedirle ayuda. Gracias al auxilio económico que el mejor jugador del mundo le proporcionó, pudo pasar mucho más tiempo en Italia. Suiza fue el primer país del mundo donde no lo dejaron entrar porque no llevaba dinero. De allí viajó a Francia. 
En París, ignorando que el Boulevard Périphérique era una circunvalación, manejó alrededor de la ciudad por casi 100 kilómetros, cuando la autopista solo tiene 35. Allí en Francia apareció el primer patrocinador, un empresario argentino dueño de una compañía de barcos que le proporcionó su primera ropa para motocicleta y una paga anual de USD $ 1.000. Por primera vez desde que había salido de Argentina, Emilio Scotto generaba un ingreso para sustentar su viaje. Tras recorrer y dejar Francia, llegaría a un país que sería crucial en su viaje: España. Dado que allí aparecieron las primeras colaboraciones con la revista Motociclismo, de Motorpress Ibérica . Y además, nuevos auspiciantes.
Recorre Europa del Norte y luego se dirige al este con el afán de cruzar la Cortina de Hierro. Es en el Check Point Charlie donde logra atravesar el Muro de Berlín, metiéndose de lleno en Europa comunista . Queda conmocionado ante la austeridad de la Rumania de Nicolae Ceaușescu. En Yugoslavia resbala con una mancha de aceite y sufre un accidente que daña su motocicleta. Es gracias a la ayuda y solidaridad de la gente que logra repararla y continuar su viaje. 
Para la Navidad de 1987 fue recibido en el Vaticano por el papa Juan Pablo II. Allí también conoció al presidente argentino Raúl Alfonsín y al cardenal argentino Monseñor Pironio . Juan Pablo II le mencionó que guardaba su carta y que seguía su viaje. Scotto relató en diferentes entrevistas que el sumo pontífice le preguntó por dónde continuaría su recorrido, y que al responderle que continuaría por África, el papa le aconsejó que tenga mucho cuidado y que prestase mucha atención. Y le dijo que rezaría una plegaria por él y por la Princesa Negra. 

### África
Recorrer el continente africano le llevó dos años y un día. Presenció guerras, como la de Somalia, y cruzó el desierto del Sahara de norte a sur en dieciocho días. Allí se quedó sin agua ni gasolina en medio de una tormenta de arena y sobrevivió acostado en el piso. En el Congo, estuvo al borde de la muerte a causa de la Malaria, salvando su vida de milagro, al coincidir con un grupo de médicos argentinos en medio de la selva. En sus entrevistas y conferencias Scotto suele referirse a África como el continente que lo transformó. Allí, por ejemplo, presenció cómo un hombre era ejecutado a palazos, mientras colgaba encerrado en un saco de arpillera. Fue detenido en diversas ocasiones. En Chad, acusado de trabajar para Muamar el Gadafi. En Liberia, el único lugar del mundo donde lo golpearon, fue acusado de querer matar al presidente Samuel Kanyon Doe. En Zimbawe, como en migraciones creían que todos pasaportes estaban escritos en inglés, lo acusaron de llevar uno falso y lo detuvieron. 

### Asia
Eligió ingresar a Asia por el Golfo Pérsico siendo los Emiratos Árabes Unidos el primer país en visitar. Para eso, fue necesario hacerse musulmán. Manifestó su intención de convertirse al Islam, siempre y cuando, le permitiesen no dejar atrás sus creencias católicas, advirtiendo que también sería judío en Israel, budista en China e hinduista en Bali. Que su fin era compenetrarse con cada lugar, pero sin detener su viaje. Les contó que, en los dos años anteriores, en África, entablando relación con personas de religión musulmana aprendió mucho sobre el Islam. Tras un examen que aprobó, se convirtió en Khalid Sagal Yunali, que significa “El Hombre que viaja en la primera luz del día y la última luz de la noche en el paraíso”. Recorrió todo el golfo y casi pierde la vida en un tifón. Presenció una decapitación pública y también fue recibido por distintos jeques. Suele resaltar en sus conferencias que, si bien para 1989 la apertura del Mundo Árabe no era la misma que en la actualidad, lo recibieron con los brazos abiertos, siempre respetando que sea o fuera a convertirse a otras religiones. También destaca que la comida que probó en el Mundo Árabe fue la mejor que probó en la tierra.

### Oceanía
Oceanía fue el continente que mayor dificultad le presentó. Movilizarse con la motocicleta por todas estas islas y atolones era una tarea complicada. Muchas veces debió subirse a avionetas a las cuales le quitaban los asientos para que cupiera la Princesa Negra. Otras, lograba que algún barco lo llevara. Por eso mismo tardó más de un año en visitar todas las islas del Océano Pacífico, incluyendo Australia. Tuvo la suerte de cruzarse con otro explorador: Jacques Cousteau, quien ya lo conocía por haberlo visto en un programa de televisión. Scotto, tuvo incluso, la dicha de ser invitado a su famoso barco Alcyone. Fue gracias su vinculación con Cousteau que Scotto pudo conseguir el patrocinio de una línea área.
De todos los países de este continente, el que más lo impresionó, y que suele nombrar en entrevistas, es Tuvalu, no solo por su tamaño (26 km²), sino porque en su visita, una noche, luego de haber sido atendido amablemente por una mujer que le traía la comida, amiga de la dueña del hostal donde se hospedaba, se enteró de que se trataba nada más y nada menos de la primera dama. Algo que refleja el tamaño y la sencillez del país.

### Fin de la primera vuelta
Luego de terminar con Oceanía, Scotto voló a Los Ángeles completando así los seis continentes. Había recorrido 190 países. Sin embargo, había dado la vuelta al mundo en una sola dirección y ahora debía hacerlo en el sentido contrario. Le faltaba recorrer países como Japón, Corea, Hong Kong, China, los países de la Unión Soviética y las islas del Caribe, entre muchos otros.

### Segunda vuelta
Para la segunda parte del viaje, Emilio y Mónica recorren las islas y países del Pacífico Norte, el sudeste asiático y finalmente llegan a Japón para dirigirse a Hamamatsu y conocer la fábrica de Honda. Luego de catorce años, La Princesa Negra volvía al lugar donde había nacido.
Si bien por parte de Honda y del Estado japonés Scotto no encontró el apoyo que buscaba, consiguió el auspicio de Pepsi y Agip y continuó su viaje hacia China, aunque esta vez solo, ya que corría el año 1993 y China no gozaba de la apertura que vive en la actualidad. Esto significaba que se enfrentaría a recorrer cientos y cientos de kilómetros sin encontrar comida, hospedaje o un lugar donde cargar gasolina. Pese a esto, y gracias a la ayuda del Moto Club de Beijín, el gobierno chino permitió que recorriese el país e incluso le consiguió los permisos para ingresar a las nuevas repúblicas constituidas tras la disolución de la Unión Soviética . Recorre China y los países limítrofes. Y como en Corea del Norte no le permiten ingresar su motocicleta, recorre a pie y de manera simbólica la franja que la separa de Corea del Sur. Recorre Rusia hasta llegar a Moscú, con 25 grados bajo cero. La Princesa Negra sencillamente no puede andar con tanta nieve, así que es inútil seguir allí. Va hacia España y se vuelve a reunir con Mónica. Junto a ella, continúan el viaje. 
Parten hacia el norte. Recorren Islandia, Groenlandia, y de allí cruzan hacia Estados Unidos, para comenzar el descenso. De México DF van a Belice, que era un pendiente. Vuelven al DF, y allí se enteran de que son invitados por el gobierno cubano para recorrer la isla. Tras recorrer Cuba, hace lo mismo con veintisiete islas del Caribe y, en ese momento, Mónica decide volver a Buenos Aires para preparar una bienvenida al completar la vuelta. Recorre la Guyana Francesa, Surinam, y vuelve al continente para continuar su viaje por la Panamericana. El único país de Sudamérica que le quedaba por recorrer era Chile, que era el país nro. 279 que visitaría. Así que, antes de volver a Argentina, recorre Chile de norte a sur, atraviesa la cordillera de los Andes y vuelve a pisar suelo argentino después de diez años.  

### Regreso a Buenos Aires
Un año antes Mónica viajó a Buenos Aires para organizarle a Emilio una bienvenida. En una conversación telefónica, cuando Emilio ya estaba en Tierra del Fuego, Mónica le dijo que debía llegar al Obelisco, el 2 de abril a las 12.00 Hs. Hacerlo con horarios preestablecidos no era la manera de viajar de Scotto, pero esta vez decidió hacer una excepción. A la altura de Mar del Plata, se sorprendió con que un grupo de policías que, con sus motos, lo esperaba para escoltarlo los últimos 400 kilómetros de ruta que le quedaban hasta Buenos Aires. A medida que avanzaba por la Ruta 2, otros vehículos se fueron sumando a la larga fila que lo escolta. Se calcula que, al momento de llegar al Obelisco, era seguido por una fila de aproximadamente tres mil vehículos. Lo esperaban otros cientos de personas, medios de comunicación y hasta Carlos Menem, Presidente de la Nación. Era el 2 de abril de 1995.

### La solidaridad de la gente
En una entrevista en el programa “Tercer ojo” de TyC Sports, Scotto dijo: “Si estoy en mi cuarto, encerrado, en la cama, durmiendo, las cosas no suceden. Pero si me paro en una esquina, en algún lugar, de alguna ciudad, de algún pueblo, algo va a pasar, alguien, por ahí, caminando, va a parar. Ya sea para darme un palazo o ya sea para darme un beso, o para hacerme una pregunta; algo va a pasar. Y si algo pasa, en ese minuto, en esa dimensión, en ese momento, en ese lugar: otras cosas van a estar encadenadas. Y eso me permitió a mí recorrer 750.000 kilómetros. La gente que se me acercaba y que, mal o bien, con cariño o con bronca, creaba una situación”.
Para graficar esto, Scotto suele contar que, una noche, sentado en una playa de Itaparica, sin dinero, y luego de haber manejado durante días debajo de la lluvia, se encontró con un Jeep que se dirigía hacia él y del cual, momentos después, descendieron dos hombres. Tras el robo en Río, no pudo más que imaginarse que lo robarían nuevamente. Sin embargo, los hombres tenían genuina curiosidad por La Princesa Negra. Debido a su aspecto, y tras conversar un rato, fue evidente para estos hombres que Scotto no tenía ni dinero ni lugar donde pasar la noche. Es por eso que uno de ellos le ofreció quedarse en su casa, en Salvador. Su nombre era Jair Santos y Scotto suele nombrarlo como quien inició una cadena maravillosa de personas que lo ayudaron a realizar su hazaña. Pasó casi tres semanas viviendo con Jair y su familia. Y tras los carnavales, Scotto partió. Jair volvió a ayudarlo con dinero y lo contactó con personas de otros países para que lo alojaran. 
Otro ejemplo, que también sucedió en Brasil cuando Scotto llevaba cuatro meses de travesía, fue el viaje en barco por el Amazonas que le tocó compartir con los garimpeiros, buscadores de oro y diamantes que cargaban fusiles, revólveres y cuchillos. El viaje duraría seis días. Le habían advertido que no jugara a las cartas con ellos, dado que lo hacían por dinero y era peligroso. Con el paso de los días a Scotto le fue imposible rechazar la invitación. Juego tras juego, fueron creciendo sus victorias, así como su miedo. Al terminar se dio cuenta de que había ganado casi todas las partidas, quedándose con todo el dinero de esos trabajadores ilegales, y sin embargo, estaba ileso, pese a que lo habían insultado y amenazado con tirar al río. Cuando el viaje de seis días terminó, los garimpeiros le confesaron a través de una carta que lo habían dejado ganar para que con lo recaudado pudiera continuar su viaje. Si él lograba dar la vuelta al mundo, ellos, que probablemente nunca saldrían de ahí, también lo harían. En el medio, se habían divertido un poco con él.

## La Princesa Negra
Emilio Scotto adquirió la Honda Gold Wing en 1980. En aquel momento trabajaba como visitador médico de la empresa Pfizer. Una tarde, un compañero de trabajo le pidió que lo acompañara a comprar una motocicleta. Hasta ese momento Emilio nunca había manejado una. Le parecían algo lejano. Sin embargo, al llegar a la concesionaria, quedó maravillado con los modelos que había. Pero no fue sino hasta llegar al mostrador que comprendió que quería una motocicleta y que con ella iba a cumplir su sueño de dar la vuelta al mundo.
Pegado bajo el vidrio del mueble había un afiche de la nueva Honda Gold Wing GL1100 que decía: “El mundo es suyo en dos ruedas”. En ese momento Emilio Scotto comprendió que, el vehículo que necesitaba para cumplir su sueño de la infancia, era esa motocicleta. No otra, no cualquiera, no una más adaptada para tal motivo; sino esa misma. Un vehículo que, en aquella época, en Argentina, se traía a pedido de exterior y era extremadamente costoso (USD $ 16.000). 
Scotto siempre cuenta que el vendedor, cuando él le preguntó por la Honda Gold Wing GL1100, no solo no lo tomó en serio, sino que además lo ninguneó. Sin embargo, un Emilio Scotto empecinado, volvió al día siguiente y, esta vez, fue recibido por el gerente. Tras ver que Scotto no se iría hasta tener la motocicleta, accedió a vendérsela con un plan de pago en pesos y poniendo la casa de su madre como garantía. 
Sin embargo, la inestable economía argentina le jugó una buena pasada a Emilio. En el primer tomo de su serie de libros “De la tierra a la luna”, Scotto dice:
“Para entenderlo: yo cobraba en Pfizer un salario mensual equivalente en pesos a unos mil dólares americanos, o sea que cobraba ciento setenta mil pesos por mes. La cuota de mi moto era ciento sesenta y cinco mil pesos, lo que significaba que me sobraban solo cinco mil pesos para vivir todo el mes. Era un pobre gato mojado, con moto, que no podía pagar ni un tanque de gasolina. Con el nuevo ministro, mi salario pasó a ser de seis millones de pesos por mes. La cuota de la moto seguía siendo ciento sesenta mil, o sea que ahora me sobraban cinco millones ochocientos cuarenta mil pesos todos los meses. La suma total de todas las cuotas que me faltaban pagar era de cuatro millones de pesos, lo que quiere decir que, con el salario de un solo mes, podía pagar toda la deuda de la moto, y sobrarme dinero. ¡Era millonario! Delicias de un país del tercer mundo.”
De la Tierra a la Luna, pag. 88

### La moto en números
Gastó 84 cubiertas, 41.000 litros de nafta, 750 litros de aceite, 10 asientos, y 11 baterías. Además, en Japón, en la fábrica de Honda, le pusieron un motor nuevo.

### La relación con Honda
Emilio Scotto ha declarado en diversas ocasiones que, la elección de la moto, fue más bien una cuestión de azar, dado que, si aquella concesionaria de motocicletas a la que acompañó a su amigo, hubiese sido de otra marca, lo mismo hubiese dado. Sin embargo, en su paso por Japón, Scotto visitó la fábrica de Honda en busca de un apoyo económico para terminar su viaje. Honda se negó a su pedido y, en su lugar, le cambiaron el motor y algunas piezas más de la motocicleta.

### La Princesa Negra 2 y sus sucesoras
Al conmemorarse los diez años del fin de su viaje, en el año 2005, Emilio Scotto fue invitado por American Honda Motor Co. para diseñar una nueva Princesa Negra. Emilio trabajó en un prototipo con cuarenta y cinco modificaciones en relación con la original. American Honda Motor Co. la ensambló y se la obsequió. Sin embargo, al poco tiempo, cayeron en la cuenta de que le habían dado una motocicleta cuyos estándares de seguridad no habían sido aprobados aun por el Estado, y se la retiraron. En su lugar, le dieron una nueva Honda Gold Wing, que Scotto volvió a modificar con la ayuda de un artesano en California, y luego vendió. Volvió a hacer lo mismo con una cuarta moto.

### La bendición de Juan Pablo II
En la Navidad de 1997, en el Vaticano, la Princesa Negra fue bendecida por el papa Juan Pablo II.

## Mónica Pino
Desde el momento que Emilio Scotto dejó Buenos Aires y llegó a la India, pasaron seis años. En todo ese tiempo no había vuelto a hablar con Mónica, la novia que en enero de 1985 no llegó al puerto a despedirlo. No obstante, al llegar a la India comenzó a pensar en ella y la llamó por teléfono. Mónica le confesó que continuaba pensando en él, y él le propuso sumarse al viaje. Al poco tiempo se casaron en Nueva Delhi y, si bien Mónica eligió no recorrer algunos países, visitó junto a Emilio Un total de 84. En Australia, por ejemplo, mientras manejaban por la ruta, fueron golpeados, en el medio de la motocicleta, por un avestruz que escapaba de otro animal. Mónica casi pierde una pierna y viajó a Argentina para hacer su recuperación allí. Lejos de lo que todos creían, cuando estuvo bien volvió a las rutas con Emilio. En la actualidad continúan juntos y ella cumple un rol fundamental en la empresa que representa Emilio Scotto con sus conferencias y tours de motocicletas alrededor del mundo.

## Curiosidades
En el norte de Brasil se topó con miembros de la tribu Shuar , conocidos reducidores de cabezas, y también con miembros de la FUNAI (Fundação Nacional do Índio ). Y como un gesto de amistad, Emilio le obsequió al más anciano de los Shuar, un llavero de Honda. El anciano lo recibió con gratitud y le expresó su curiosidad por subir a la moto. Emilio, por su puesto, accedió y lo ayudó a subir. En agradecimiento, el anciano tomó una de las cabezas que colgaban del collar que tenía en su cuello y se la obsequió. Scotto donó la cabeza a la FUNAI. 

### Quince multas
A lo largo de todo su recorrido, en 10 años recibió solo 15 multas de las cuales, 14 fueron en Estados Unidos. La última fue en Argentina, cuando regresó al país terminando su viaje.

### Juan Pablo II
Tres años después de haber conocido en persona a Juan Pablo II en el Vaticano, Scotto volvió a encontrarse con el papa, pero esta vez de casualidad, cuando el mandatario visitaba Madagascar. Si bien Scotto logró llegar hasta el papa haciéndose pasar por periodista, no puede afirmar si este lo reconoció o no, pese a que notó su presencia y le dedicó una sonrisa y una mirada cómplice. 

## La ayuda de Diego Maradona
En 1987, mientras recorría Italia, Scotto decidió pasar por Nápoles para visitar la casa de Maradona con la esperanza de cruzárselo. Al llegar, tocó timbre y por el balcón se asomó Claudia Villafañe, que le dijo que en ese momento Diego no estaba pero que podía esperarlo. Cuando Maradona apareció con su auto, se tomaron una fotografía juntos y Emilio le contó que había partido hacía dos años de Argentina en motocicleta y estaba recorriendo el mundo. Maradona le dijo que lo iba a ayudar. Fue así que, a través de un colaborador, Maradona le facilitó el dinero para pasar tres noches en un hotel de lujo. Al enterarse de lo que costaba cada noche en aquel lugar, Scotto decidió alojarse en un hotel muchísimo más barato, y pasar en Nápoles más noches.

## El Récord Guiness
En el año 94, transitando el último año de viaje, fue contactado desde Londres por los Guinness World Records, quienes le informaron que desde hacía años seguían su recorrido a través de las crónicas que publicaba en diversas revistas y que, si terminaba, tendría el récord de “El viaje en motocicleta más largo del mundo”. En 1995 cuando Emilio Scotto terminó su viaje en Buenos Aires, partió de inmediato hacia Londres, donde le fue otorgado el récord Guinnes. Aunque, con los años, si bien Scotto conservó el récord, el título fue cambiando por: “El rey de la carretera”; el “Viaje súper épico”.

## Emilio Scotto en Hollywood
La historia de Emilio estuvo a punto de ser llevada al cine. Scotto afirmó en diversas entrevistas que Tom Cruise estuvo interesado en adquirir los derechos de su historia para producir y protagonizar la película. Sonando el nombre de James Cameron para la dirección. Aunque también, Emilio Scotto mantuvo reuniones con Antonio Banderas, quien se vio interesado en protagonizar el film. Sin embargo, al día de hoy, todavía no se ha filmado la película y los derechos para llevar la historia al cine se encuentran a la venta. 

## El viaje en números
Llenó con sellos 10 pasaportes argentinos de 64 páginas cada uno. Visitó 279 países recorriendo una distancia total de 457.000 millas (735.000 km). Gastó 84 cubiertas, 41.000 litros de nafta, 750 litros de aceite, 10 asientos, 11 baterías y 2 motores.

## Actualidad
En la actualidad, Emilio Scotto y Mónica viven entre Buenos Aires y Los Ángeles. Organizan tours alrededor del mundo, llevando, cada año, a cientos de personas a recorrer en motocicleta y vehículos 4 x 4 los caminos que Emilio transitó en su odisea.